# 马蒂·万哈宁
马蒂·万哈宁（芬蘭語：Matti Vanhanen，1955年11月4日—）芬兰政治人物，生于芬兰中部的于韦斯屈莱市，2000年任芬兰中间党副主席，2003年至2010年任主席；2003年4月至6月任芬兰国防部长，2003年6月至2010年6月任芬兰政府总理。之后的2010至2014年间他担任芬兰家族企业联盟的领导。2019年6月7日起他担任芬兰议会议长，直至翌年6月9日改任桑娜·馬林中間偏左政府中的財政部長兼副總理。